# Ernst von Angerer
Lorenz Ludwig Maximilian Ernst von Angerer, seit 1911 von Angerer (* 2. Februar 1881 in Würzburg; † 20. Februar 1951 in München) war ein deutscher Physiker.

## Leben

### Herkunft
Ernst war ein Sohn des 1911 in den erblichen bayerischen Adelsstand erhobenen Chirurgen Ottmar von Angerer und dessen Ehefrau Anna, geborene Fasolt (1858–1915). Sein jüngerer Bruder Karl (1883–1945) wurde Bakteriologe.

### Karriere
Angerer studierte Physik in München, Würzburg und Göttingen. 1905 wurde er bei Wilhelm Conrad Röntgen mit der Arbeit Bolometrische Untersuchungen über die Energie der Röntgenstrahlen promoviert. Von 1907 bis 1911 war er Assistent Röntgens in München. Er wurde 1912 Konservator und 1931 Hauptkonservator am Physikalischen Institut der Technischen Hochschule München. Angerer habilitierte sich 1921 mit der Arbeit Experimentelle Beiträge zur Ausbreitung des Schalls in der freien Atmosphäre. Ein registrierendes Saitengalvanometer von großer Registrierungsgeschwindigkeit.
1927 wurde er außerordentlicher Professor. Seit April 1933 war er förderndes Mitglied der SS.
Angerers Forschungsgebiete waren Kathodenstrahlen sowie Atom- und Molekülspektren. Er befasste sich auch wissenschaftlich wie künstlerisch mit der Photographie.

### Familie
Aus seiner in München geschlossenen Ehe mit Klare Schrauth gingen die Söhne Hans (* 1911) und Roland (* 1914) hervor.

## Werke
- Technische Kunstgriffe bei physikalischen Untersuchungen. Braunschweig 1924 (13. Aufl. 1964).
- Wissenschaftliche Photographie. Leipzig 1931 (7. Aufl. 1959).